# Audi A6 C5
Audi A6 C5 — друге покоління автомобіля бізнес-класу Audi A6, що вироблялось компанією Audi з 1997 по 2004 рік.

## Опис

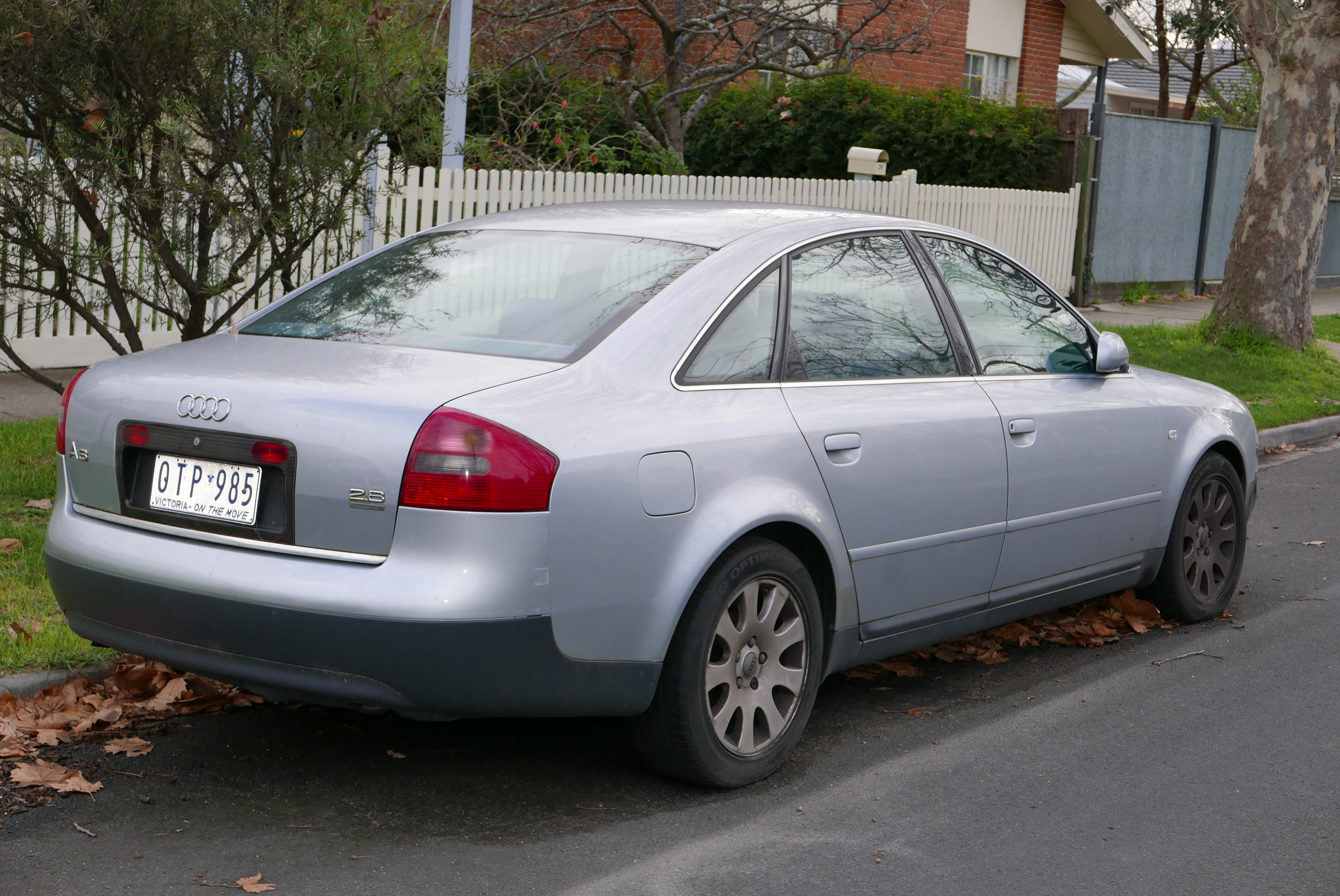
Audi A6 C5 (1997—2004)

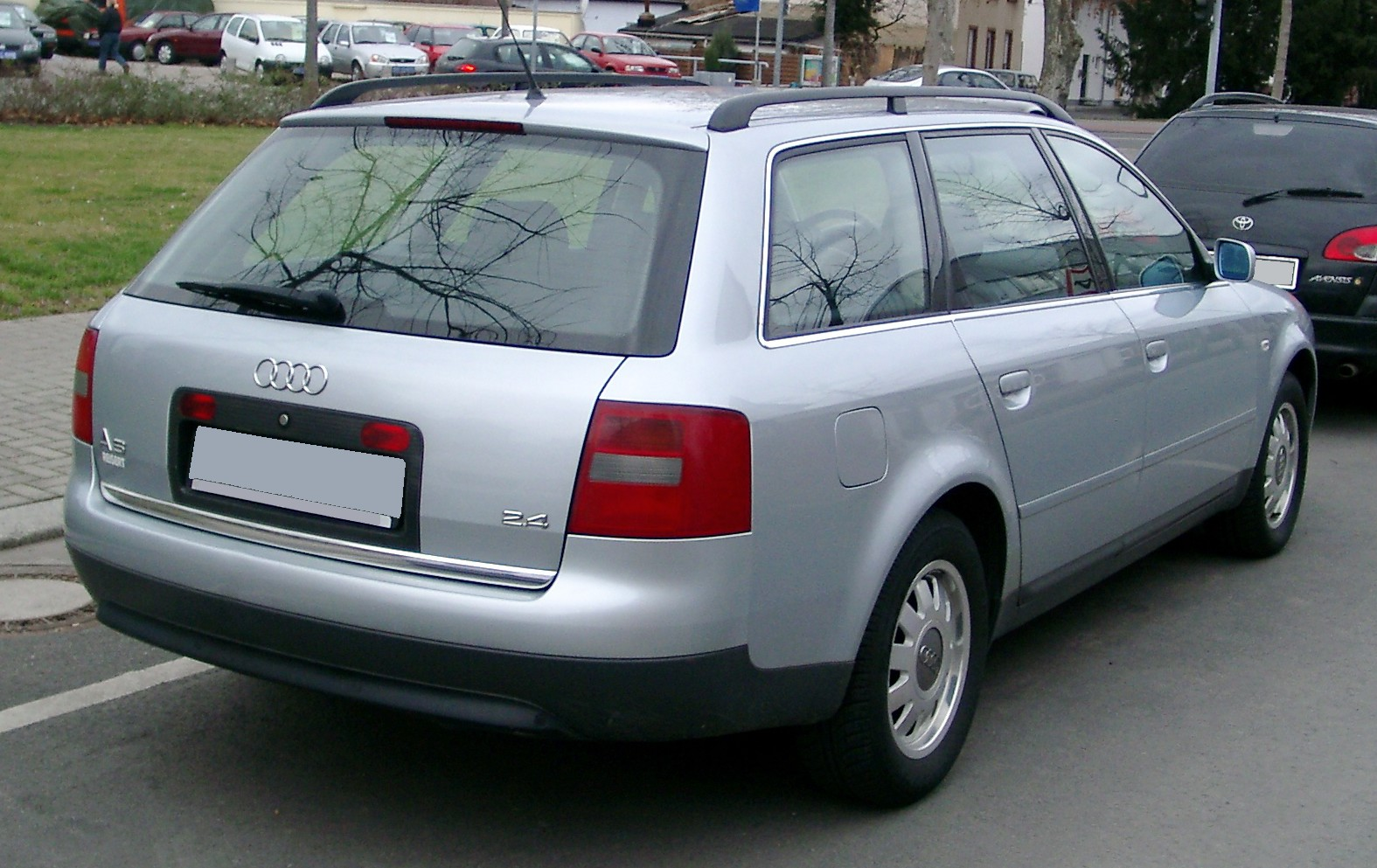
Audi A6 C5 Avant (1998—2004)

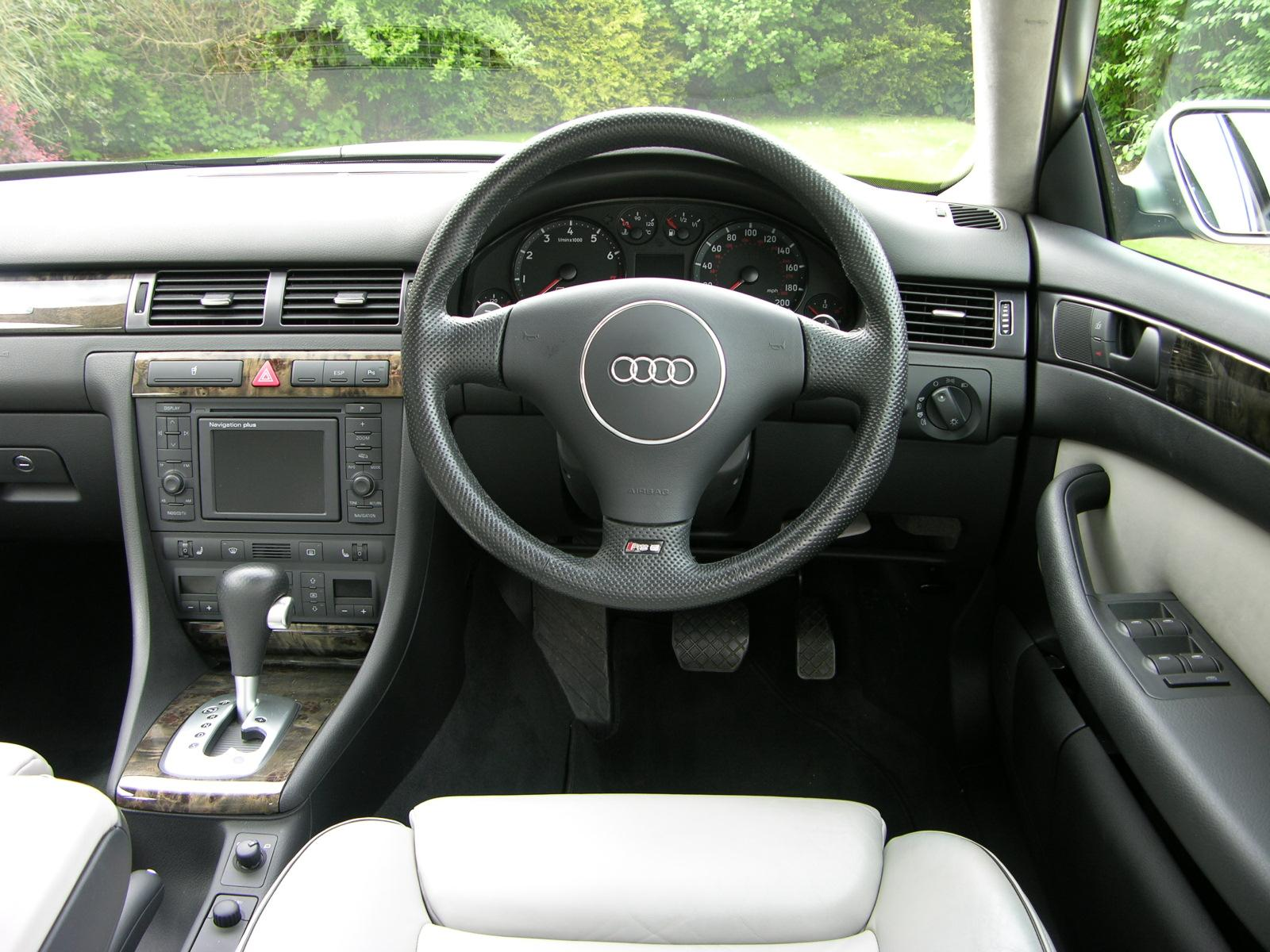
Салон Audi A6 C5

Друге покоління Audi A6 дебютувало навесні 1997 року (незважаючи на це модельний рік вже 1998 так як попереднє покоління випускалося паралельно). Воно базувалося на новій платформі C5, кузов мав заводське позначення 4B. Друге покоління Audi A6 випускалося в кузовах седан і універсал (Avant), на його-ж базі був розроблений кросовер Audi A6 Allroad quattro.
Новий стиль автомобіля став «фірмовим обличчям» всієї лінійки автомобілів Audi. Новий кузов заслужив схвальні відгуки за свій дизайн, який і до цього дня не виглядає застарілим, і дозволив Audi A6 мати дуже низький для автомобілів свого класу коефіцієнт лобового опору 0,28. Все це дозволило конкурувати A6 з лідерами в своєму класі BMW 5 Серії і Mercedes-Benz E-Класу, а журнал Car and Driver включав Audi A6 в десятку кращих автомобілів в 2000 і 2001 роках.
Також випускалися спортивні модифікації автомобіля A6 — Audi S6 з двигуном 4.2 л, а також була більш потужна модифікація Audi RS6 з двигуном 4.2 л з двома турбонагнітачами потужністю 450 к.с., була випущена і обмежена серія Audi RS6 plus з двигуном 4.2 л, також з двома турбонагнітачами зі збільшеною потужністю 480 к.с., модифікація RS6 plus була доступна тільки в кузові «універсал».

### Фейсліфтінг
Перший фейсліфтінг (рестайлінг) моделі провели в 1999 році, була посилена конструкція кузова, змінені фари головного світла, передні протитуманні фари, форма дзеркал заднього виду, щиток приладів ( годинник з стрілками замінений на цифровий з календарем), іммобілайзер. У модельній гаммі з'явилися двигуни 2.7 л бітурбо і 4.2 л, «Євро-3» (для європейського ринку, замість «Євро-2»). В якості опції став доступний варіатор для а/м з переднім приводом і моментом до 310 Нм.
Другий фейсліфтінг моделі стався в 2001 році (2002 модельний рік), була посилена конструкція кузова, змінені фари головного світла (в якості опції ксенон, або біксенон), задні ліхтарі, дублери покажчиків повороту, передній і задній бампера (вихлопні труби виведені назовні), розмір правого дзеркала заднього виду, щиток приладів (з'явилися кільця з матового алюмінію в якості обідків шкал приладів), обробка кузова замість хромованих деталей, отримала деталі з матового алюмінію, клімат-контроль отримав функцію автоматичної рециркуляції в залежності від чистоти повітря, двигун 2.8 л був знятий з виробництва (замість нього почав випускатися двигун 3.0 л), інші двигуни були трохи модернізовані і була злегка збільшена потужність, модернізовані АКПП, для автоматичної коробки «Tiptronic» з'явився режим «спорт» і відсутні режими «4, 3, 2». Модернізовано аудіосистема. Система діагностики автомобіля через CAN-шину.

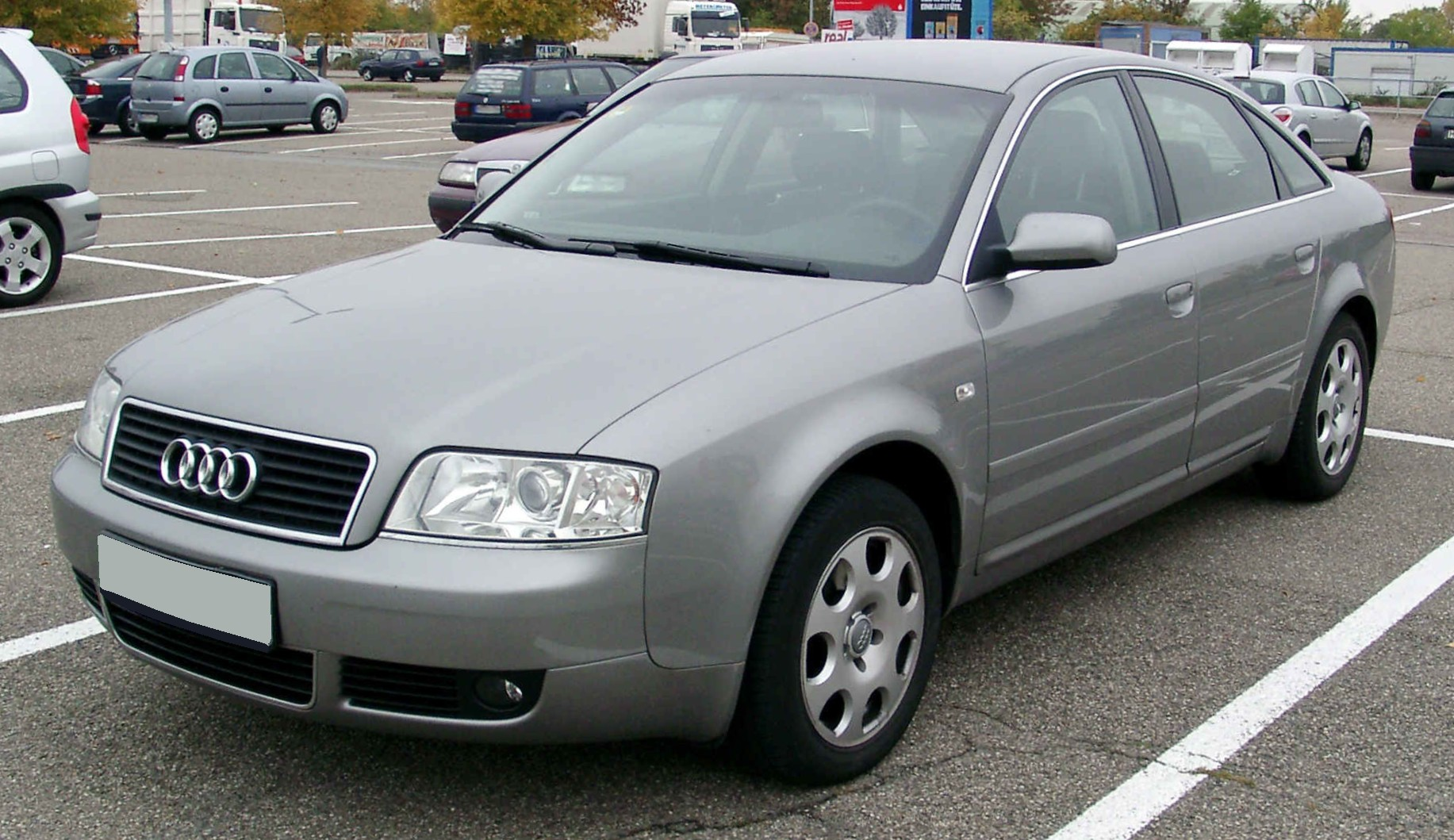
Audi A6 C5 (2001–2004)
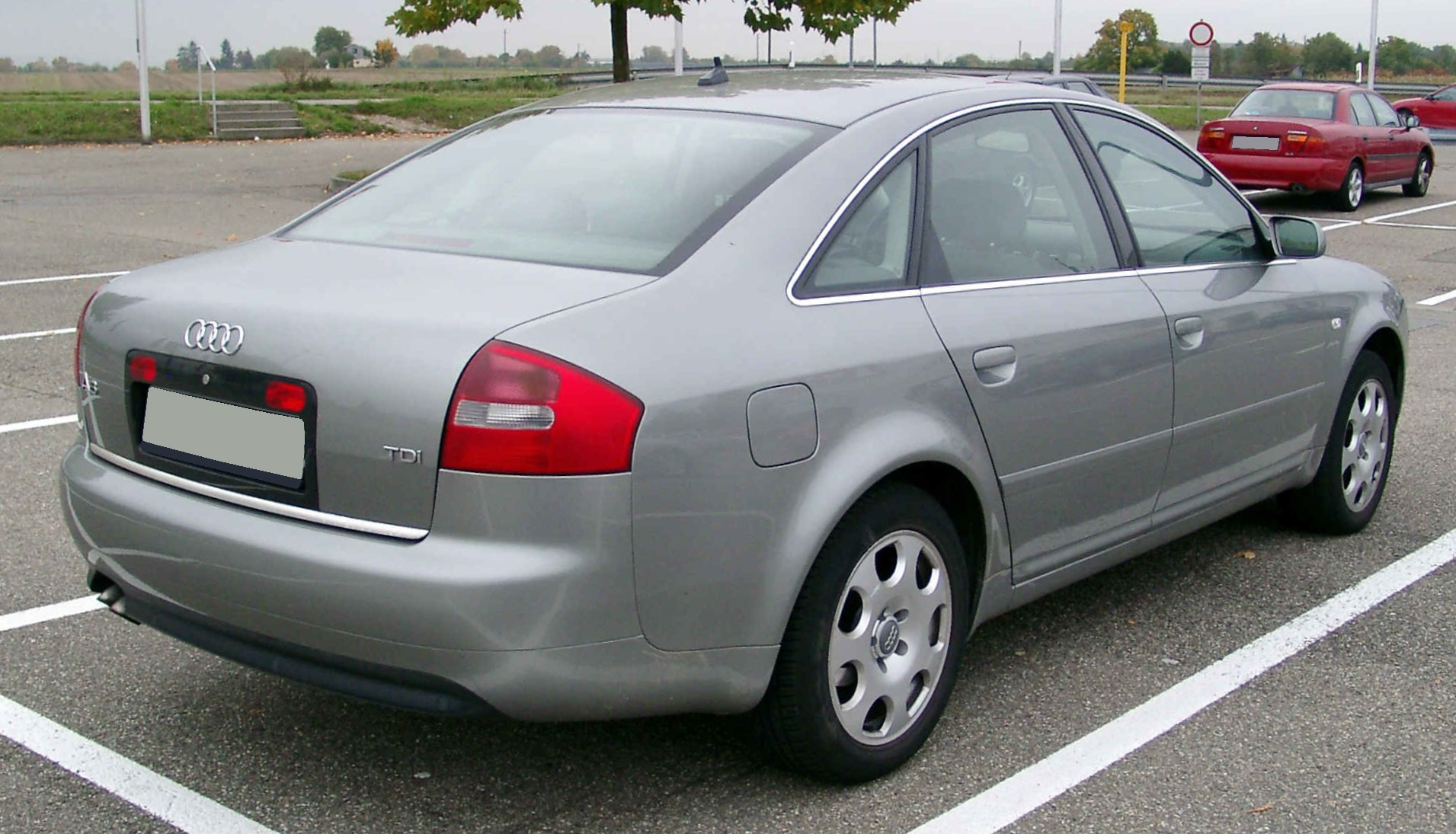
Audi A6 C5 (2001–2004)
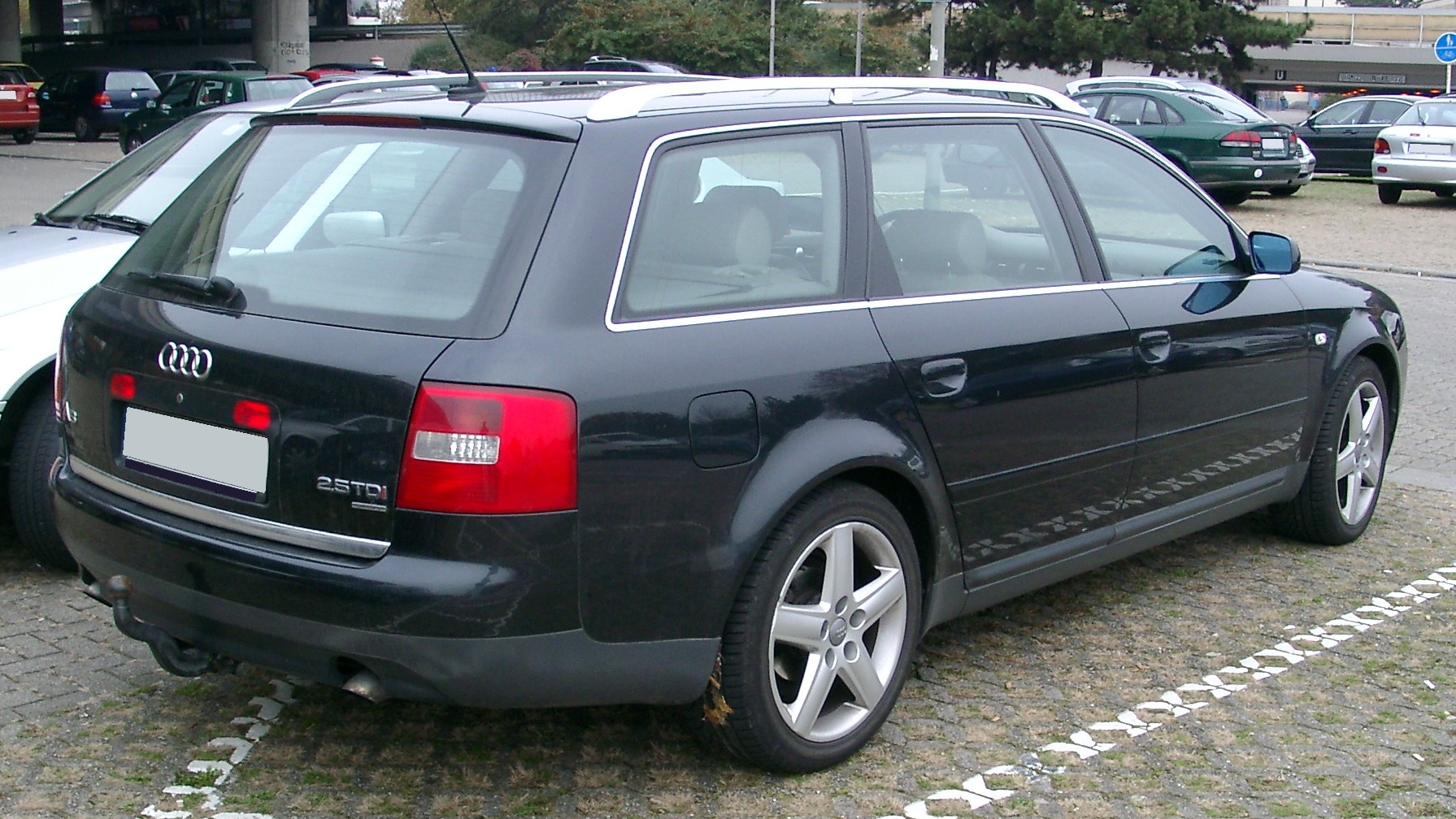
Audi A6 C5 Avant (2001–2004)

## Будова автомобіля

### Кузов
Кузов автомобіля повністю оцинкований, виробник дає 10-річну гарантію на відсутність наскрізної корозії. Кузов являє собою несучу сталеву конструкцію, капот виконаний з алюмінієвого сплаву на всіх модифікаціях незалежно від об'єму двигуна.

### Коробки перемикання передач
На цьому поколінні дебютувала нова п'ятидіапазонна коробка передач Tiptronic з секвентальним перемиканням передач, в якості опції доступні клавіші перемикання передач в ручному режимі. Поряд з нею на передньопривідних моделях могла встановлюватися чотирьохдіапазонна АКПП. З 1999 модельного року тільки на передньопривідних модифікаціях опціонально могла встановлюватися варіаторна КПП, єдиним недоліком було те, що її не можна було встановлювати на автомобілі з обертовим моментом понад 310 Нм. Всі автоматичні коробки перемикання передач (АКПП) мають «динамічну програму перемикання» DSP (DPR «динамічна програма регулювання» для варіатора). Механічні коробки перемикання передач повністю синхронізовані 5-ти або 6-ти ступінчасті.

### Безпека
Основу безпеки пасажирів складають міцна секція салону з певними характеристиками деформування, подушки безпеки водія і переднього пасажира, а також передні бічні подушки безпеки навіть у базовій модифікації, в якості опції були доступні бічні подушки безпеки для задніх пасажирів, а також подушки безпеки для захисту голови при бічному ударі. Також «в базі» — механізми натягу ременів безпеки для всіх сидінь. Опціонально на передньопривідні а/м встановлювалася антипробуксувальна система ASR, на повнопривідні модифікації Audi A6 quattro штатно встановлювалася електронне блокування диференціалів EDS/EDL, яка одночасно виконувала і функції антипробуксувальної системи (пробуксування з нею можливо тільки всіх чотирьох провідних коліс, при пробуксуванню від одного до трьох коліс, система пригальмовує буксує (і) колесо (а)), опціонально на передньо-привідні і повнопривідні модифікації встановлюється система стабілізації курсової стійкості ESP, а також підсилювач екстреного гальмування. Всі моделі оснащувалися антиблокувальною системою гальм ABS фірми Bosch.

### Двигуни
Бензинові
- 1.8 л I4 20v
- 1.8 л Turbo I4 20v
- 2.0 л I4 20v
- 2.4 л V6 30v
- 2.7 л Turbo V6 30v
- 2.8 л V6 30v
- 3.0 л V6 30v
- 4.2 л V8 40v
- 4.2 л Turbo V8 40v

Дизельні
- 1.9 д I4 TDI
- 2.5 д V6 24v TDI

### Тип приводу
Випускалися моделі з переднім і постійним симетричним повним приводом «quattro®». На повнопривідних моделях quattro® встановлений міжосьовий диференціал «Torsen» з розподілом моменту 50 % на передню вісь і 50 % на задню вісь, в разі пробуксування однієї з осей момент може розподілятися довільно в залежності від ступеня пробуксування осі від 25 % на передню і 75 % на задню вісь і навпаки від 75 % на передню і 25 % на задню вісь. Розподіл моменту відбувається миттєво, диференціал Torsen дуже надійний так як є повністю механічним пристроєм реагує на обертовий момент і не має електронних компонентів внаслідок чого відмовостійкий на відміну від систем з електронним блокуванням і розподілом моменту (вискомуфта, Haldex і т. д.).
Критично важливим для диференціал «Torsen» є однаковий радіус всіх коліс автомобіля. Установка коліс з різним радіусом призводить до передчасного зламу диференціала.

### Рульове управління
Рульовий механізм — рейкового типу, з гідропідсилювачем, в якості опції рейковий, з коефіцієнтом посилення залежним від швидкості руху автомобіля (Servotronic). Регульована по висоті і куту нахилу, травмобезпечна кермова колонка, як опція доступне електрорегулювання по висоті і куту нахилу з пам'яттю на три положення і прив'язкою до різних ключів запалювання.

### Гальмівна система
Базова гальмівна система — гідравлічна, двоконтурна з діагональним поділом і здвоєним підсилювачем. Система антиблокування гальм (ABS) з електронним розподілом гальмівних сил (EBV) і вакуумним підсилювачем.
Гальмівні механізми — дискові, вентильовані на передніх колесах, на модифікаціях з двигунами 2.7 бітурбо і 4.2 літра з вентильованими гальмівними дисками збільшеного розміру (що не дозволяють встановлювати колісні диски менш 16 дюймів в діаметрі, на інші автомобілі можлива установка колісних дисків R15). На автомобілях Audi A6 Avant передні гальмівні механізми відрізняються трохи збільшеним діаметром гальмівних дисків (від кузова седан), для збереження однакового гальмівного шляху більш важкого кузова «універсал» в порівнянні з кузовом «седан».
Терміни настання планового технічного обслуговування відображаються індикатором на дисплеї, окремо «Oil Service» і «Service Inspection».